# Waikabubak
Waikabubak ist eine Stadt auf der indonesischen Insel Sumba. Die Stadt ist die Hauptstadt des Bezirkes Westsumba  und die zweitgrößte Stadt der Insel. In Waikabubak leben circa 35.000 Menschen.

## Bevölkerung
Der größte Teil der Inselbevölkerung ist christlich. Vor allem Calvinisten leben auf der Insel, aber auch Katholiken. Auf der Insel gibt es außerdem eine muslimische Minderheit, die zu großen Teilen in den größten Städten Waikabubak und Waingapu lebt. Teilweise ist die Bevölkerung nach Kasten geordnet. Dies ist im Westen der Insel um Waikabubak allerdings selten geworden.

## Geschichte
Die Stadt gehörte von 1866 bis 1945 zu Niederländisch-Indien, nach dem Ende des Zweiten Weltkrieges wurde sie Teil des unabhängigen Staates Indonesien. Die Geschichte der Stadt ist geprägt von teils kriegerischen Auseinandersetzungen zwischen Clans, die teilweise bis heute andauern.

## Transport
Die Insel Sumba ist durch den auf der Insel gelegenen Flughafen Umbu Mehang Kunda touristisch erschlossen worden.